# Domovoj
Domovoj, zaščitnik družine, je bil v slovanski mitologiji bog oziroma zaščitnik domačega ognjišča. Imel je sposobnost spreminjanja izgleda, lahko je prevzel obliko ljudi ali živali. Skrbel je za dobrobit hiše, ljudi ter živine. Kot bog zaščitnik se je selil skupaj z družino iz mesta v mesto, kajti če ne bi šel z njimi, bi nekdo drug poskušal zavzeti njegovo mesto v hiši. 
Domovoj je imel dve strani: bil je dober, ljubezniv in bil pripravljen pomagati tistim, ki so mu bili po njegovem mišljenju verni in zvesti, ter hkrati zloben do tistih, ki mu naklonjenosti niso izražali. V takšnih primerih so ga umirjali s pomočjo daritev-hrane. Košček kruha posut s soljo, zavit v belo platno postavljen v predverju ali dvorišču, mu je hitro ohladil bes ter vrnil družini njegovo prijateljstvo. Domovoja se je hitro pomirilo tudi na ostale načine, kot recimo: da so se mu pustili ostanki večerje ali če se je nekaj čistega perila pustilo v bližini njegove najljubše sobe.
Domovoj je lahko prevzel obliko gospodarja hiše v kateri je prebival ali v kakšnega drugega člana družine, tudi mrtvega. Lahko se je prikazal kot pes, mačka, medved, ... Domovoja je torej lahko bilo videti, kljub temu, da je bil večino časa raje neviden. Živel je za pečjo, v dvorišču ali v hlevu. Ko se je iz vodnjaka izvlekla voda za kopanje, se je pustilo tudi vedro vode za njega. 
Predstvaljen je kot starec v dolgi beli obleki pričvrščeni okoli pasu, ponekod je predstavljen v rdeči srajci. Kljub starosti je imel bujne lase, a celotno telo mu je bilo pokrito z mehko gosto dlako.
Domovoj je bil tako tesno vezan na družino, da so žalosti in radosti družine bila tudi njegova. Ko bi umrl kakšen član družine, bi celo noč zavijal in stokal okoli hiše. Zvestemu gospodarju je verno služil, celo kradel je od drugih gospodarjev, da bi lahko povečal bogastvo svojega gospodarja hiše, nezvestemu oziroma tistemu, ki mu ni izkazoval časti je Domovoj pomoril živino, besno zapustil hišo in prepustil družino brez zaščite. Ko se je to zgodilo se je verjelo, da bo kmalu družina razpadla, se razbolela, živina pa pomrla.